# Bryocyclops campaneri
Bryocyclops campaneri is een eenoogkreeftjessoort uit de familie van de Cyclopidae. De wetenschappelijke naam van de soort is voor het eerst geldig gepubliceerd in 1987 door Rocha C.E.F. & Bjornberg M.H.G.C..